# Armand Penverne
Pour les articles homonymes, voir Penvern.
Armand Penverne, né le 26 novembre 1926 à Pont-Scorff (Morbihan) et mort le 27 février 2012 dans le 8e arrondissement de Marseille, est un footballeur international français puis entraîneur. Il joue au poste de milieu de terrain de la fin des années 1940 au début des années 1960.
Il évolue au Stade de Reims durant treize ans et compte 39 sélections en équipe de France avec qui il participe à deux Coupes du monde : 1954 et 1958 (où les Bleus terminent 3e)

## Biographie

### Clubs
Né en Bretagne, Armand Penverne, alors âgé de six ans, est contraint de déménager avec toute sa famille à Versailles car son père, officier de marine, devient agent militaire. À onze ans, il fait ses débuts de football à l'Entente Sportive Versaillaise. Il quitte le club versaillais neuf saisons plus tard pour rejoindre le Stade de Reims.
En 1948, il remporte le championnat de France amateurs avec la réserve du club face à l'Arago Orléans. Il devient titulaire au sein du Stade de Reims dès la saison suivante et il est l'un des principaux acteurs des succès du club au cours des années 1950-1960.
Une blessure le prive de la finale de la première Coupe des clubs champions européens en 1956 avec Reims. Il inscrit le but qui envoie Reims en finale de la C1 de 1959.
En 1959, il quitte le club et rejoint avec son coéquipier international René Bliard et deux espoirs du Stade de Reims, Desruisseau et Maouche, le Red Star dans le but de monter en Division 1. Une saison qui s’achève dans la confusion, le Red Star est exclu du championnat de France de D2 pour tentative de corruption.
Il signe ensuite à Limoges où il finit sa carrière à l'âge de 36 ans.

### Équipe de France
Il reçoit sa première sélection en équipe de France le 5 octobre 1952 lors d'un match contre l'Allemagne (3-1).
Associé à Jean-Jacques Marcel aux postes de demi-centre, il participe à la Coupe du monde 1954 et il est ensuite un des principaux artisans de l'épopée suédoise de l'équipe de France en 1958. Il est nommé capitaine contre l'Allemagne à la suite de la blessure de Robert Jonquet contre le Brésil. 
Il garde la confiance du sélectionneur quand, passé au Red Star, il évolue en Deuxième Division à près de 33 ans. Il reçoit sa dernière sélection le 13 décembre 1959 contre l'Autriche (5-2).

### Entraîneur

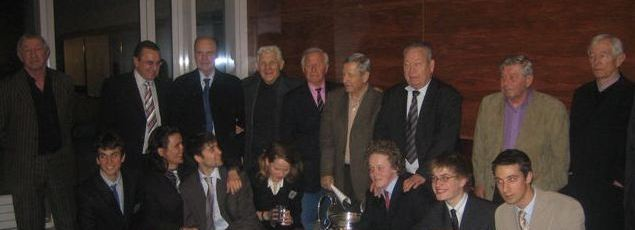
Armand Penverne debout à droite lors d'une réunion d'anciens rémois en 2006.

Il passe ses diplômes d'entraîneur et finit major de promotion. 
Il réalise une carrière éphémère d'entraîneur à l'Olympique de Marseille en 1962 en succédant à Otto Gloria. L'expérience n'est pas concluante mais il reste dans la région marseillaise comme entraineur-joueur au club de La Ciotat puis en tant que représentant pour une marque de sport.
Il meurt le 27 février 2012 dans la région de Marseille.

## Carrière

### Carrière de joueur
- jusqu'à 1946 :  ES Versailles (formation)
- 1946-1959 :  Stade de Reims (333 matches et 33 buts en D1, 12 matches de Coupe d'Europe)[5]
- 1959-1960 :  Red Star (une saison en D2)
- 1960-1962 :  Limoges FC (32 matches et 3 buts en D1, une saison en D2)

### Carrière d'entraîneur
- 07/1962-12/1962 :  Olympique de Marseille (D2)
- 1963-1966 :  ES La Ciotat (entraîneur-joueur, DH Sud-Est)

## Palmarès

### En club
- Vainqueur de la Coupe Latine en 1953 avec le Stade de Reims
- Champion de France en 1949, en 1953, en 1955 et en 1958 avec le Stade de Reims
- Vainqueur de la Coupe de France en 1950 et en 1958  avec le Stade de Reims
- Vainqueur du Challenge des Champions en 1955 et en 1958 avec le Stade de Reims
- Vainqueur de la Coupe Charles Drago en 1954 avec le Stade de Reims
- Finaliste de la Coupe des clubs champions européens en 1959 avec le Stade de Reims
- Finaliste de la Coupe Latine en 1955 avec le Stade de Reims
- Vice-champion de France en 1954 avec le Stade de Reims
- Vainqueur de la Coupe de France UGSPF en 1944 avec l'ES Versailles

### En équipe de France
- 39 sélections et 2 buts entre 1952 et 1959 (7 fois capitaine)[3]
- Participation à la Coupe du Monde en 1954 (Premier Tour) et en 1958 (3e)